# Taj Jones
Taj Jones (Nambour, 26 luglio 2000) è un ex ciclista su strada australiano con caratteristiche di velocista, attivo come professionista dal 2021 al 2023.

## Palmarès
- 2020 (ACA Pro Racing Sunshine Coast, una vittoria)

3ª tappa Tour de Langkawi (Kuala Terengganu > Kerteh)

### Altri successi
- 2018 (Juniores)

5ª tappa Tour of America's Dairyland

## Piazzamenti

### Classiche monumento
- Parigi-Roubaix

2022: ritirato